# Battle Fever J
Battle Fever J (バトルフィーバーJ, Batoru Fībā Jei) is de derde Sentai serie en de eerste die de term Super Sentai gebruikte. De serie werd geproduceerd door Toei Company en tussen 1979 en 1980 uitgezonden. De serie bestond uit 52 afleveringen. De serie was Toei’s tweede serie die werd gemaakt in samenwerking met Marvel Comics.
Lange tijd werd Battle Fever J als de eerste super sentai serie gezien. Dit omdat het de eerste serie was die de term Super Sentai gebruikte, en ook de eerste serie met het bekendste kenmerk van een super sentai serie: de enorme robot.

## Inhoud
Generaal Kurama rekruteert vier jonge agenten die elk speciale training hebben ondergaan ergens op de wereld om de Egos organisatie te bevechten. FBI agente Diane Martin, wiens vader door Egos is vermoord, sluit zich ook bij hen aan.
De troef van het Battle Fever J team is hun enorme robot. Egos probeert de bouw van de robot te stoppen maar elk monster dat gestuurd wordt om dit te doen faalt. Egos stuurt dan de “jonge broers” van deze monsters, enorme versies van de originele, op het Battle Fever J team af. De robot is echter net op tijd af en ook deze enorme monsters worden verslagen.
Uiteindelijk weten de Battle Fever J door te dringen tot het hoofdkwartier van Egos en verslaan de mysterieuze Satan Egos.

## Karakters

### Battle Fever J
- Masao Den (伝正夫, Den Masao) / Battle Japan (バトルジャパン, Batoru Japan)
  - een voormalig officier van het National Defense ministerie. Gespecialiseerd in judo en karate

- Kensaku Shiraishi (白石謙作, Shiraishi Kensaku) / Battle Cossack I (バトルコサック初代, Batoru Kosakku Shodai) (aflevering 1-33)
  - Gespecialiseerd in wetenschap en oorlog. Hij sterft uiteindelijk in een gevecht met Egos.

- Makoto Jin (神誠, Jin Makoto) / Battle Cossack II (バトルコサック二代目, Batoru Kosakku Nidaime) (aflevering 33-52)
  - een zwijgzame cowboy. Hij trainde samen met Kensaku en voegde zich bij het Battle Fever team om zijn vriend te wreken nadat die was gestorven door Egos. Hij is een man van veel daden en weinig woorden.

- Kyousuke Shida (志田京介, Shida Kyōsuke) / Battle France (バトルフランス, Batoru Furansu)
  - Hij heeft zijn training ondergaan in Frankrijk. Na de dood van Kensaku werd hij de tweede bevelhebber over het team.

- Shirou Akebono (曙四郎, Akebono Shirō) / Battle Kenya (バトルケニア, Batoru Kenia)
  - Onofficieel de eerste zwarte krijger in een Sentai Serie. Hij heeft door zijn training in Kenia te gave gekregen dieren te verstaan. Hij is zo’n beetje een alleseter, maar de geur van zijn kookkunsten zijn niet favoriet bij z’n teamgenoten.

- Diane Martin (ダイアン・マーチン, Daian Māchin) / Miss America I (ミスアメリカ初代, Misu Amerika Shodai) (aflevering 1-24)
  - Een FBI agente die zich bij het Battle Fever Team aansloot nadat haar vader was vermoord door Egos. Ze raakt in aflevering 24 zwaargewond in een gevecht met een vampier monster en geeft haar rol als Miss America door aan Maria.

- María Nagisa (汀マリア, Nagisa Maria) / Miss America II (ミスアメリカ二代目, Misu Amerika Nidaime) (aflevering 24-52)
  - Eveneens een FBI agente. Ze nam de rol van Miss America over van Diane en bleef permanent bij het team toen Diane besloot weer naar Amerika te gaan.

### Hulp
- General Kurama Tetsuzan (倉間鉄山将軍, Kurama Tetsuzan Shōgun): hoofd van de special science office van het National Defense Ministry. Hij is de oprichter van het Battle Fever team en een meester in traditionele Japanse zwaardvecht kunst.

### Egos
Secret Society Egos (秘密結社エゴス, Himitsu Kessha Egosu) is een religieuze organisatie van gestoorde egocentristen die de wereld in chaos willen storten.
- Satan Egos (サタンエゴス, Satan Egosu): de mysterieuze leider van Egos, geheel gekleed in het zwart.

- Commander Hedder (ヘッダー指揮官, Heddā Shikikan) (1 – 51): Egos hogepriester. Hij verandert later in het Hedda monster en wordt in die gedaante gedood door het Battle Fever team.

- Salomé (サロメ, Sarome) (19 – 52): officier van de Amerikaanse tak van Egos. Kwam naar Japan om Hedda bij te staan in zijn gevecht met de Battle Fever J.

- Egos Monsters (エゴス怪人, Egosu Kaijin): de monsters van Egos gecreëerd met de hart-vormige Egos Monster Making Machine. De meeste monsters van na aflevering 5 hebben ook “jongere broers”: enorme dubbelgangers.

- Cutmen (カットマン, Kattoman): de soldaten van Egos, gewapend met MP40 machinegeweren.

## Marvel
Battle Fever J werd geproduceerd in samenwerking met het Amerikaanse bedrijf Marvel Comics. Toei en Marvel werken in 1978 ook al samen aan een Japanse variant van Spider-Man. Battle Fever J zou in eerste instantie een Japanse versie van Captain America worden, genaamd Captain Japan.
Het idee om het team dezelfde vijanden twee keer te laten bevechten: een keer gewoon en een keer op groot formaat met een robot, kwam ook van de Japanse Spider-man serie. Dit bleek een groot succes en sindsdien heeft elk Sentai team wel een of meer robots.

## Trivia
- Miss America is gebaseerd op een Marvel stripkarakter met dezelfde naam.
- Tot 1994 werd Battle Fever J beschouwd als de eerste Super Sentai serie.
- Dit is de enige Sentai Serie met drie verschillende teamformaties.

## Afleveringen
1. Assault!! Run to the Ballpark (突撃!! 球場へ走れ Totsugeki!! Kyūjō e Hashire)
2. Egos' Monster-Making Method (エゴス怪人製造法 Egosu Kaijin Seizō Hō)
3. Search for the Spy! (スパイを探せ! Supai o Sagase!)
4. It's a Super-Powered Trap! (超魔力の罠だ! Chōriki no Wana da!)
5. Robot Big Dogfight (ロボット大空中戦 Robotto Dai Kūchūsen)
6. Launch the Multipurpose Battleship (万能戦艦発進せよ Bannō Senkan Hasshin Seyo)
7. The House Burns!! (お家が燃える!! O-ie ga Moeru!!)
8. The Riddle of the Strongarm Ace (鉄腕エースの謎 Tetsuwan Ēsu no Nazo)
9. The Woman from the Land of Ice (氷の国の女 Kōri no Kuni no Onna)
10. I Saw the Naumann Elephant (ナウマン象を見た Nauman-zō o Mita)
11. The Great Case of the Pet Kidnapping (ペット誘拐大事件 Petto Yūkai Dai Jiken)
12. The Cursed Killing Method, Rose Snowstorm (呪い殺法バラ吹雪 Noroi Satsu Hō Bara Fubuki)
13. Golden Eggs and Sunny-Side-Up Eggs (金の卵と目玉焼き Kin no Tamago to Medamayaki)
14. Marriage of the Beauty and the Beast (美女と野獣の結婚 Bijo to Yajū no Kekkon)
15. Egos' Hellish Cooking (エゴスの地獄料理 Egosu no Jigoku Ryōri)
16. The Tragedy of the Unarmed-Combat Queen (格闘技女王の悲劇 Kakutōgi Joō no Higeki)
17. Steal the Monster Machine (怪物マシンを奪え Kaibutsu Mashin o Ubae)
18. Pigeon! Hurry to the Nest of Evil (鳩よ悪の巣へ急げ Hato yo Aku no Su e Isoge)
19. Just Bigger Than the World's Biggest Beauty!! (世界最強の美女!! Sekai Saidai Kyō no Bijo)
20. Hazardous Ghost Hunting (危険な幽霊狩り Kiken na Yūrei Kari)
21. Assault the Dinosaur Peninsula!! (恐竜半島へ突撃!! Kyōryū Hantō e Totsugeki)
22. The Female Spy Team's Counterattack (女スパイ団の逆襲 Onna Supai Dan no Gyakushū)
23. Decisive Battle!! All Monsters Appear (決戦!! 怪人総登場 Kessen!! Kaijin Sō Tōjō)
24. Tears! Diane Falls (涙! ダイアン倒る Namida! Daian Taoru)
25. The Film Studio is a Strange Haunt (撮影所は怪奇魔境 Satsueijo wa Kaiki Makyū)
26. The Bandage Man's Masked Report (包帯男の仮面報告 Hōtai Otoko no Kamen Hōkoku)
27. First Love, to a Thief's Soul, Official Business (初恋泥棒にご用心 Hatsukoi Dorobō ni Goyō Kokoro)
28. Chase the Mysterious Boat (謎のボートを追え Nazo no Bōto o Oe)
29. Did You See Her!? The Woman With the Torn Mouth (見たか!? 口裂け女 Mita ka!? Kōretsuke Onna)
30. The Villainous, Omnivorous Head Chef (悪漢雑食の料理長 Akkan Zasshoku no Ryōrichō)
31. Violent Dash Track Siblings (激走トラック兄妹 Gekisō Torakku Kyōdai)
32. Hometown Homicide Village (ふるさと殺人村 Furusato Satsujin Mura)
33. Cossack Dies in Love (コサック愛に死す Kosakku Ai ni Shisu)
34. The Dark Shogun Who Laughs in Hell (地獄で笑う闇将軍 Jigoku de Warau Yami Shōgun)
35. Starving Big Panic (腹ペコ大パニック Harapeko Dai Panikku)
36. The Blown-Up Wedding (爆破された結婚式 Bakuhasareta Kekkonshiki)
37. Lightning Sword vs. Pinwheel Sword (電光剣対風車剣 Denkōken Tai Kazegurumaken)
38. The Bizarre Party's Trap (怪奇パーティーの罠 Kaiki Pātī no Wana)
39. The Friend Who Became a Demon (悪魔になった友 Akuma ni Natta Tomo)
40. The Beautiful Teacher, in the Nick of Time (美人先生危機一髪 Bijin Sensei Kikiippatsu)
41. A Big Counterattack on the Verge of Explosion (爆破寸前の大逆転 Bakuha Sunzen no Dai Gyakushū)
42. The Fireworks of Electric Human Love (電気人間愛の花火 Denki Ningen-Ai no Hanabi)
43. Assassin Jackal (暗殺者ジャッカル Ansatsusha Jakkaru)
44. The Moonlight Clan of Hell Valley (地獄谷の月影一族 Jigoku Tani no Getsuei Ichizoku)
45. Five Minutes Before the Heart Stops! (心臓停止五分前! Shinzō Teishi Gofun Mae)
46. The Cursed Straw Doll (呪いのワラ人形 Noroi no Wara Ningyō)
47. A Mystery! Strategic Grass-Lot Baseball (怪! 謀略の草野球 Kai! Bōryaku no Kusayakyū)
48. The Big Thief and the Robber Boy (大盗賊と泥棒少年 Dai Tōzoku to Dorobō Shōnen)
49. The 2-Year, 5-Part Rebel Army (2年5組の反乱軍 Ninen Gokumi no Hanrangun)
50. The Demon Who Aims at the Shogun's Mask (将軍を狙う覆面鬼 Shōgun o Nerau Fukumen Oni)
51. Egos' Revival Ceremony (エゴス復活の儀式 Egosu Fukkatsu no Kishiki)
52. The Symphony of the Heroes (英雄たちの交響曲 Eiyūtachi no Kōkyōkyoku)